# Зонівське сільське поселення
Зоні́вське сільське поселення (рос. Зоновское сельское поселение) — адміністративна одиниця у складі Верхошижемського району Кіровської області Росії. Адміністративний центр поселення — село Зоніха.

## Історія
Станом на 2002 рік на території сучасного поселення існували такі адміністративні одиниці:
- Зонівський сільський округ (село Зоніха, присілки Кукушка, Ситніки)

Поселення було утворене згідно із законом Кіровської області від 7 грудня 2004 року № 284-ЗО у рамках муніципальної реформи шляхом перетворення Зонівського сільського округу.

## Населення
Населення поселення становить 251 особа (2017; 274 у 2016, 280 у 2015, 278 у 2014, 293 у 2013, 293 у 2012, 314 у 2010, 482 у 2002).

## Склад
До складу поселення входять 2 населених пункти:
| Населений пункт   | Населення, осіб (2002) | Населення, осіб (2010) |
| ----------------- | ---------------------- | ---------------------- |
| Зоніха, село      | 479                    | 314                    |
| Кукушка, присілок | 3                      | -                      |
| Ситніки, присілок | 0                      | 0                      |